# Strletje
Strletje – wieś w Słowenii, w gminie Velike Lašče. W 2018 roku liczyła 45 mieszkańców.